# Droit des collectivités territoriales
Le droit des collectivités territoriales peut être défini comme l'ensemble des règles qui organisent le fonctionnement et l'action des collectivités territoriales françaises.
On entend par collectivités territoriales (la notion de collectivité locale n'existant plus depuis la révision constitutionnelle du 28 mars 2003) les collectivités qui ont un pouvoir d'action sur un territoire défini (commune, département, région, etc.).

## Les divers niveaux des collectivités territoriales françaises
La commune, le département et la région sont les collectivités territoriales françaises.
Depuis la loi du 27 février 2002 relative à la démocratie de proximité, les communes de 80 000 habitants et plus doivent créer des conseils de quartiers. Le conseil municipal fixe le périmètre des quartiers constituant la commune. Chacun d'eux est doté d'un conseil de quartier dont le conseil municipal fixe la dénomination, la composition et les modalités de fonctionnement. 
Il en est de même des collectivités à statut particulier, la Métropole de Lyon, les régions de Guadeloupe, Guyane, Martinique et Réunion, la collectivité territoriale de Corse,  de Saint-Pierre-et-Miquelon, les collectivités d'outre-mer de Nouvelle-Calédonie, Polynésie française, Wallis-et-Futuna et la collectivité départementale de Mayotte. Les électeurs des îles Saint-Martin et Saint-Barthélemy, jusqu'ici des communes de Guadeloupe, ont donné leur accord pour qu'elles bénéficient du statut.

## Dispositions constitutionnelles et législatives
En France, le droit des collectivités territoriales est codifié dans le Code général des collectivités territoriales. En vertu de la Constitution française, les collectivités territoriales s'administrent librement par des conseils élus (principal général de la décentralisation, à ne pas confondre avec fédéralisme, organisation beaucoup plus poussée de la Nation). Elles sont dotées de la personnalité morale et de l'autonomie financière.
Le titre XII de la Constitution leur est consacré. L'article 72, alinéa 2, consacre le principe de subsidiarité sans le définir très précisément. La répartition des compétences entre les échelons est renvoyée au Code général des collectivités territoriales. Les articles 72, alinéa 3, et 72-2 posent les principes de libre administration et d'autonomie financière. L'article 72-1 fixe les bases du référendum local et du droit de pétition. L'article 72, alinéa 4, fixe la possibilité de l'expérimentation locale, qui nécessite une loi organique. L'alinéa 5 de l'article 72 dispose qu'aucune collectivité ne peut exercer de tutelle sur une autre, mais que des politiques communes peuvent être menées par une collectivité « chef de file ».

### Grandes règles régissant le fonctionnement des collectivités territoriales
L'administration par des conseils élus se réunissant en séance publique apparaît aujourd'hui comme une évidence. Il n'en a pas toujours été ainsi et parfois les règles applicables altèrent la portée de l'affirmation des principes.

#### Le principe de l'élection des conseils
À partir de 2015, la charte de l’élu local est intégrée au code général des collectivités territoriales. La charte définit les principes déontologiques encadrant l’exercice du mandat des élus. Elle est lue lors de l’installation d’une nouvelle assemblée délibérante et remise à chaque conseiller.  

#### Le principe de publicité des séances des conseils
« Il est étrange et surprenant que l'on veuille défendre l'entrée de la salle nationale ! C'est dans ce lieu auguste où l'on stipule ses intérêts, où l'on décide de son sort ; c'est donc sous ses yeux que nous devons opérer » ; ainsi s'exprimait Barnave, le 25 juin 1789, pour demander qu'une députation soit faite au Roi afin d'obtenir la publicité des séances de l'Assemblée".
Le principe de publicité des débats a, en matière législative, pratiquement toujours été reconnu par les constitutions françaises. En fait, seule la Chambre Haute a connu des périodes de « non publicité », même s'il a pu être, parfois, encadré.
En matière de réunions des assemblées locales, la revendication révolutionnaire a eu plus de mal à s'imposer puisqu'il faudra attendre 1871 pour le Conseil général et 1884 pour le Conseil municipal pour voir consacré le principe du caractère public des réunions des assemblées locales dont l'application demeure imparfaite.

##### Une difficile reconnaissance du principe de publicité des séances
En 1789, une certaine équivoque règne, puisque l'on prévoit l'impression de certains documents et/ou le libre accès aux délibérations sans pour autant admettre le public lors des séances. Ce droit sera établi par l'article 84 de la constitution du 24 juin 1793. Avec les articles 200 et 201 de la constitution du 5 fructidor an III (22 août 1795), on reviendra à la simple publicité par impression et libre accès aux documents.
L'accès aux séances des assemblées locales va devenir un sujet de débats à part entière à partir de la Monarchie de Juillet. L'article 25 de la loi du 21 mars 1831 sur l'organisation municipale en restera à la publicité des délibérations et l'article 13 de la loi du 22 juin 1833 sur l'organisation des conseils généraux confirmera le caractère secret des séances de cette assemblée. Après la chute de l'Empire, l'article 28 de la loi du 10 août 1871 établit la publicité des réunions du Conseil Général mais Léon Morgand affirme que la question de la publicité des conseils municipaux est aussi pour partie à l'origine de la crise du 16 mai 1877.
Lors de la discussion de la « Charte municipale » de 1884, l'hostilité à la publicité se manifestait, encore, au Parlement et particulièrement au Sénat qui, en 1ère lecture, s'opposa à la Chambre des députés qui, finalement, avait posé le principe de publicité des séances des conseils municipaux. Le Sénat, en 2e lecture et à une très faible majorité, accepta cette règle qui peut être écartée par délibération du conseil municipal.
Ce principe s'applique aujourd'hui à toutes les collectivités territoriales dont les conseils peuvent, à la demande de  cinq membres ou du Président, décider de se réunir à huis clos, à la majorité absolue des membres présents ou représentés.

##### La reconnaissance imparfaite du principe de publicité des séances
Si la possibilité, sur leur propre décision de se réunir à huis clos, peut apparaître discutable au regard des principes démocratiques, cela ne semble pas être vraiment contesté, sans doute parce que les assemblées n'y ont qu'exceptionnellement recours. Toutefois, la règle de publicité des réunions des assemblées locales souffre encore d'une restriction qui semble plus critiquable. 
Dans les départements et les régions, la loi n° 92-125 du 6 février 1992, relative à l'administration territoriale de la République, a introduit un nouvel organe de gestion de ces collectivités : la Commission permanente  émanation des conseils généraux et des conseils régionaux. Dans chacune des collectivités, cet organe peut recevoir délégation du conseil (général ou régional) pour exercer certaines de ses attributions.
Le public avait-il le droit d'assister à ses réunions ? À l'occasion d'un contentieux relatif au règlement intérieur d'un conseil régional qui prévoyait le caractère non public des séances de la commission permanente, le juge administratif de 1ère instance avait reconnu l'illégalité dudit règlement au motif « que la commission permanente du conseil régional … émanation de cette assemblée, a vocation … à délibérer sur les attributions qui lui sont déléguées ; qu'elle concourt ainsi à l'administration de la Région, et se trouve dès lors soumise, au même titre que l'assemblée plénière, au principe de publicité des séances ». 
Saisi par voie d'appel, le Conseil d'État considéra « qu'aucun principe de valeur législative n'impose une telle publicité », nonobstant le fait que « la commission permanente … émanation du conseil général ou du conseil régional peut exercer par délégation une partie des attributions du conseil dont elle est issue ».
L'affaire a rebondi au plan législatif dans le cadre du projet de loi relatif au mode d'élection des conseillers régionaux et au fonctionnement des conseils régionaux. Un amendement déposé à l'Assemblée nationale introduisant le principe de publicité des séances de la commission permanente fut adopté. Une fois encore, le Sénat s'opposa à cette publicité des séances au motif que cela conduirait à « une grande rigidité dans le fonctionnement des conseils régionaux ». Après l'échec de la commission mixte paritaire, l'Assemblée nationale a réintroduit la disposition dans la loi qu'elle vota en dernière lecture.
Mais la loi ayant été déférée au Conseil constitutionnel, celui-ci annula le principe de publicité des séances de la commission permanente à la demande des sénateurs, au motif qu'en posant ce principe le législateur avait « restreint la libre administration d'une collectivité territoriale au point de méconnaître l'article 72 de la constitution ». 
Il faut donc en conclure qu'il y avait donc de l'impudence à réclamer pour les assemblées locales, la publicité que requérait Barnave en 1789 pour l'Assemblée Nationale !
La révision constitutionnelle de 2003 relative à l'organisation décentralisée de la République a introduit l'électeur (citoyen) dans le champ de la libre administration en lui donnant avec l'article 72-1 un pouvoir décisionnel et un pouvoir d'initiative (droit de pétition) qu'il peut exercer selon le 2e alinéa de l'article 72 "pour l'ensemble des compétences qui peuvent le mieux être mises en œuvre" à l'échelon de la collectivité concernée. Par ailleurs, l'introduction de la Charte de l'environnement dans le bloc de constitutionnalité s'est traduite aussi par la reconnaissance du droit pour toute personne "de participer à l'élaboration des décisions publiques ayant une incidence sur l'environnement".
Cette place nouvelle de l'électeur-citoyen dans la libre administration des collectivités territoriales pouvait laisser croire à la fin du caractère non public des réunions de la commission permanente. Cet espoir était vain comme le démontre la décision du tribunal administratif d'Orléans du 18 février 2011 (n° 1002822-5).

### Les textes régissant les collectivités territoriales
Le Code général des collectivités territoriales est divisé en cinq livres :
- Le Ier est relatif aux dispositions générales, touchant à toutes les collectivités. Il traite notamment du référendum local et des délégations de service public.
- Les livres II, III et IV sont respectivement relatifs aux communes, aux départements et aux régions.
- Le livre V régit les établissements publics de coopération intercommunale (EPCI) : communautés de communes, communautés d'agglomération et communautés urbaines.
- Les livres VI et VII régissent des collectivités d'outre-mer.

Les autres Codes qui concernent les collectivités territoriales sont notamment :
- le Code de l'urbanisme[17],
- le Code de la commande publique[18],
- le Code de la voirie routière[19],
- le Code de l'expropriation pour cause d'utilité publique[20].

Ainsi, les schémas de cohérence territoriale (SCOT) relèvent de l'intercommunalité, les plans locaux d'urbanisme (PLU) et les autorisations de construire et de démolir du maire. D'autre part les personnes publiques ont des besoins liés à leur activité, sans que le prestataire soit principalement rémunéré par les résultats d'une exploitation, d'où la nécessité de passer des marchés publics.